# بلمونت (بلکناپ)
بلمونت (به انگلیسی: Belmont) یک منطقهٔ مسکونی در ایالات متحده آمریکا است که در بلمانت، نیوهمپشایر واقع شده‌است. بلمونت ۳٫۳۰ کیلومتر مربع مساحت و ۱٬۲۸۵ نفر جمعیت دارد و ۱۶۰٫۹۴ متر بالاتر از سطح دریا واقع شده‌است.